# Нишка-Баня (община)
Нишка-Баня (серб. Нишка Бања) — община в Сербии, входит в Нишавский округ.
Население общины составляет 15 325 человек (2007 год), плотность населения составляет 106 чел./км². Занимаемая площадь — 145 км², из них 51,1 % используется в промышленных целях.
Административный центр общины — город Нишка-Баня. Община Нишка-Баня состоит из 18 населённых пунктов, средняя площадь населённого пункта — 8,1 км².
В пещере Пештурина (en:Pešturina) нашли зуб (моляр) неандертальца возрастом ок. 100 тыс. лет назад (морская изотопная стадия (MIS) 5c).

## Статистика населения общины
| Год  | Население, чел. |
| ---- | --------------- |
| 1991 | нет данных      |
| 2001 | 15 327          |
| 2002 | 15 395          |
| 2003 | 15 420          |
| 2004 | 15 409          |
| 2005 | 15 381          |
| 2006 | 15 352          |
| 2007 | 15 325          |